# بهمن جعفری
بهمن جعفری (زادهٔ ۳۰ فروردین ۱۳۷۰ – درگذشتهٔ ۲۶ آبان ۱۳۹۸) یکی از کشته‌شدگان اعتراضات آبان ۱۳۹۸ ایران بود.

## زندگی
بهمن (رضا) جعفری، ۳۰ فروردین ۱۳۷۰ در شیراز، در خانواده‌ای با اصالتِ بختیاری‌های ایذه، متولد شد. بهمن کوچک‌ترین فرزند خانواده بود. او که ساکن منطقهٔ فرگاز شیراز بود، تحصیلات خود را در رشتهٔ کامپیوتر به پایان برد اما نتوانست متناسب با رشتهٔ تحصیلی خود شغلی بیابد، به همین علت مدتی در یک تعمیرگاه صاف‌کاری خودرو، در حوالیِ محل زندگی‌اش، به کار مشغول شد. پدر او، رحمان جعفری، کارمند شرکت نفت بود و تمام سال‌های جنگ ایران و عراق در آبادان حضور داشت. یکی از عموهای وی، اسفندیار جعفری، جانباز ۸۰ درصد جنگ است که در آسایشگاه جانبازان به‌سر می‌برد. عموی دیگر بهمن جعفری، که نام بهمن را به خاطر وی برایش برگزیدند، زمانِ جنگ در کمیتهٔ مردمی آبادان خدمت می‌کرد که بازداشت شد و پس از مدتی به دلایل غیرسیاسی اعدام شد.

## کشته شدن
بهمن جعفری، صبح ۲۶ آبان ۱۳۹۸، سومین روز از اعتراضات مردمی به افزایش قیمت بنزین، از خانه خارج شد تا به محل کار خود برود. در ساعت ۱۱:۳۰ صبح، در یک تماس تلفنی، به خانوادهٔ او خبر می‌دهند که او در نزدیکی‌های چهارراه زندان تصادف کرده و به درمانگاه منتقل شده‌است. خانواده بلافاصله خود را به درمانگاه می‌رسانند و با وضعیت وخیم فرزندشان، به دلیل اصابت گلوله به وی، مواجه می‌شوند. نیروهای امنیتی چهار مرتبه به او شلیک کرده و سمت چپ بدن وی، در ناحیهٔ قلب، سینه و شکم را مورد هدف قرار داده بودند.
با توجه به کمبود امکانات درمانگاه، بهمن را جهت انتقال به بیمارستان مرکزی شیراز، به آمبولانس سوار می‌کنند اما او پیش از رسیدن به بیمارستان جان خود را از دست می‌دهد. پیکر بهمن به پزشکی قانونی سپرده شد. پس از آن، خانوادهٔ جعفری به پزشکی قانونی مراجعه کردند اما آن‌ها پیکر را تحویل ندادند. خانواده، اجازهٔ دیدن پیکر فرزندشان را نیز نیافتند. پیکر بهمن جعفری، پس از پنج روز، در ۱ آذر ۱۳۹۸، به خانواده تحویل داده شد. مقامات امنیتی اجازهٔ خاکسپاری در دارالرحمهٔ شیراز را ندادند. تلاش سه‌روزهٔ خانواده نیز برای راضی کردنِ مقامات امنیتی شیراز در این مورد بی‌نتیجه ماند.
پیکر بهمن جعفری، ۴ آذر ۱۳۹۸ در گورستان شهرک کُشن، واقع در ۴۰ کیلومتری شیراز، به خاک سپرده شد.

## حواشی
- هنگام تحویل پیکر بهمن جعفری، از خانواده تعهد گرفتند و از آن‌ها خواستند تا علتِ درگذشت فرزندشان را تصادف اعلام کنند و در این مورد با هیچ رسانه‌ای مصاحبه نکنند.[۴][۱۸]
- خانوادهٔ جعفری را مجبور کردند تا پیکر فرزندشان را در گورستانی خارج از شیراز، در ۴۰ کیلومتری شهر، به خاک بسپارند.[۱۷]
- خانواده، اجازهٔ برگزاری مراسم سنتی سوگواری (تاب دادن عزیز ازدست‌رفته داخل خانه) را پیش از خاکسپاری نیافتند.[۱۶]
- در مراسم خاکسپاری بهمن جعفری، تنها بستگانِ درجهٔ یک او اجازهٔ حضور یافتند و نیروهای امنیتی به تهدید و آزار سوگواران پرداختند.[۹]
- در غسالخانه و زمان شستن پیکر بهمن، مأموران امنیتی حضور داشتند تا خانواده یا حاضران از پیکر وی عکس و فیلم تهیه نکنند.[۱۶][۸]
- ویدئویی از مراسم خاکسپاری بهمن جعفری در فضای مجازی منتشر شد.[۱۹]
- ۱۲ دی ۱۳۹۸، مراسم چهلم بهمن جعفری در کنار آرامگاهِ او، با اجرای مراسم سنتی سنج و دمام، برگزار شد.[۲۰] در این روز مراسمی نیز در مسجد محل زندگی خانوادهٔ جعفری برگزار شد.[۲۱]
- مدتی پس از چهلمین روز جان‌باختن بهمن جعفری، از طرف فرمانداری، حدود ۱۰ دقیقه، برای تسلیت به منزل خانوادهٔ جعفری آمدند.[۱۴]
- در اوایل شهریور ۱۳۹۹، پدر بهمن جعفری به دادگاه فراخوانده شد. در آن‌جا ابتدا به خانوادهٔ جعفری اعلام شد که به دلیل مصاحبه با شبکه‌های خارج از ایران، احضار خواهند شد. پس از آن گفته شد که پرونده و دوربین‌های محل را بررسی کرده‌اند و مشخص نشده که چه کسی به فرزندشان شلیک کرده‌است اما به دلیل اینکه در نزدیکی محل کشته شدنِ بهمن جعفری، انبار مهمات بوده‌است، مأموران امنیتی به جهت محافظت، شلیک کرده‌اند و این پرونده بسته می‌شود.[۱۴]
- شکایت خانواده برای دادخواهی، تا یک سال پس از جان‌باختنِ فرزندشان به نتیجه‌ای نرسید.[۱۵]
- ۱۷ آبان ۱۳۹۹، مراسم نخستین سالگرد جان‌باختن بهمن جعفری، با حضور خانواده و نیروهای امنیتی، در کنار آرامگاه او برگزار شد.[۲۲]